# Tyrone Mings
Tyrone Deon Mings (Bath, Inglaterra, Reino Unido, 13 de marzo de 1993) es un futbolista británico. Juega como defensa y su equipo es el Aston Villa F. C. de la Premier League de Inglaterra.

## Trayectoria

### Inicios
Nacido en Bath, Somerset, se unió al Southampton en 2001 a los ocho años de edad, pero fue puesto en libertad en 2009, cuando fue disminuido el presupuesto de las categorías inferiores. Después de salir del club asistió a la escuela Millfield durante dos años gracias a una beca. Luego de salir de la escuela Mings firmó para el Yate Town F. C. En el verano de 2012, Mings pensó en dejar el fútbol, hasta antes de fichar por el equipo de su ciudad natal Chippenham Town. 

### Ipswich Town
Mings firmó por el Ipswich Town. En 2013 después de una breve prueba, se acordó el fichaje por un precio de £ 10.000 y se estableció jugar un partido amistoso contra el anterior club del lateral. Mings hizo su debut con el Ipswich Town en el último día de la temporada 2012-13 contra el Burnley. Mings continuó en la temporada 2013- 14 con dos partidos más, debido a la suspensión de Aaron Cresswell. El 4 de enero de 2014, Mings jugó en FA Cup contra el Preston North End como lateral derecho en lugar de su habitual papel de lateral por la izquierda.
Después de la transferencia Aaron Cresswell hacia West Ham United, Mings decidió cambiar su dorsal 15 por el número 3.
Durante el periodo de transferencia del verano de 2014, Mings recibió una oferta de 3 millones de libras de Crystal Palace que fue rechazado por Ipswich. El 20 de septiembre de 2014, Mings firmó un nuevo contrato de 3 años con el Ipswich Town, el 10 de octubre de 2014 Mings fue nombrado mejor jugador del mes de septiembre.

### Bournemouth
El 26 de junio de 2015, Mings firmó por el recién ascendido a la Premier League el AFC Bournemouth en un contrato de cuatro años por una suma no revelada, pero se informó que rondaba en 8 millones de libras.
Mings hizo su debut en la Premier League,el 29 de agosto de 2015 en el empate 1-1 con el Leicester. Sin embargo, sufrió una lesión en la rodilla seis minutos después de entrar como sustituto. El 3 de septiembre de 2015, se confirmó que la lesión Mings significaría que estaría fuera de acción durante entre nueve y doce meses, perdiéndose así toda la campaña

#### Aston Villa (préstamo)
El 31 de enero de 2019, Mings se fue a préstamo al Aston Villa de la EFL Championship hasta el término de la temporada. Debutó en el Villa el 2 de febrero contra el Reading. El juego fue sujeto de polémica, cuando Tyrone pisó la cara del delantero del Reading Nélson Oliveira luego de una disputa por el balón, el delantero portugués fue forzado a salir de la cancha al sufrír profundos cortes en su nariz y cara. Mings luego se disculpó por el incidente, recalcando que no fue intencional.
Anotó su primer gol para el club en su segundo encuentro disputado el 8 de febrero, fue en el minuto 82 en el partido en casa ante el Sheffield United, donde el Aston Villa terminó empatando un 3-0 abajo.

## Selección nacional
Además de poder ser convocado para Inglaterra, también podría haber defendido los colores de la selección de fútbol de Barbados por parte de sus abuelos paternos. Su padre recibió un llamamiento desde esta selección, pero fue declinado por este.
El 14 de octubre de 2019 debutó con la selección absoluta de Inglaterra en la victoria por 0 a 6 ante Bulgaria en partido de clasificación para la Eurocopa 2020.

## Vida personal
Es el hijo de Adie Mings, exdelantero del Bath City y Gloucester City que actualmente se desempeña como reclutador del Chelsea. Su padre era asistente del director, entonces gerente en Chippenham Town, pero se convirtió en Director de Fútbol poco antes de que Tyrone se uniera al club.
Fuera del campo, ha ganado una reputación por actos de caridad. Se pasó el día de Navidad del 2013 alimentando a personas sin hogar y cuando decidió cambiar al dorsal mientras jugaba en el Ipswich al comienzo de la temporada 2014-15, le devolvió a los hinchas el dinero con el que habían comprado su camiseta con el antiguo número.

## Estadísticas

### Clubes
Actualizado al último partido disputado el 10 de mayo de 2025.
| Club | Div.          | Temporada     | Liga(1) | Liga(1) | Copas nacionales(2) | Copas nacionales(2) | Copas internacionales(3) | Copas internacionales(3) | Total | Total |
| Club | Div.          | Temporada     | Part.   | Goles   | Part.               | Goles               | Part.                    | Goles                    | Part. | Goles |
| --- | ------------- | ------------- | ------- | ------- | ------------------- | ------------------- | ------------------------ | ------------------------ | ----- | ----- |
| Ipswich Town F. C. Inglaterra | 2.ª           | 2012-13       | 1       | 0       | 0                   | 0                   | —                        | —                        | 1     | 0     |
| Ipswich Town F. C. Inglaterra | 2.ª           | 2013-14       | 16      | 0       | 2                   | 0                   | —                        | —                        | 18    | 0     |
| Ipswich Town F. C. Inglaterra | 2.ª           | 2014-15       | 42      | 1       | 2                   | 0                   | —                        | —                        | 44    | 1     |
| Ipswich Town F. C. Inglaterra | Total club    | Total club    | 59      | 1       | 4                   | 0                   | 0                        | 0                        | 63    | 1     |
| AFC Bournemouth Inglaterra | 1.ª           | 2015-16       | 1       | 0       | 1                   | 0                   | —                        | —                        | 2     | 0     |
| AFC Bournemouth Inglaterra | 1.ª           | 2016-17       | 7       | 0       | 2                   | 0                   | —                        | —                        | 9     | 0     |
| AFC Bournemouth Inglaterra | 1.ª           | 2017-18       | 4       | 0       | 1                   | 0                   | —                        | —                        | 5     | 0     |
| AFC Bournemouth Inglaterra | 1.ª           | 2018-19       | 5       | 0       | 2                   | 0                   | —                        | —                        | 7     | 0     |
| AFC Bournemouth Inglaterra | Total club    | Total club    | 17      | 0       | 6                   | 0                   | 0                        | 0                        | 23    | 0     |
| Aston Villa F. C. Inglaterra | 2.ª           | 2018-19       | 18      | 2       | —                   | —                   | —                        | —                        | 18    | 2     |
| Aston Villa F. C. Inglaterra | 1.ª           | 2019-20       | 33      | 2       | 3                   | 0                   | —                        | —                        | 36    | 2     |
| Aston Villa F. C. Inglaterra | 1.ª           | 2020-21       | 36      | 2       | 1                   | 0                   | —                        | —                        | 37    | 2     |
| Aston Villa F. C. Inglaterra | 1.ª           | 2021-22       | 36      | 1       | 1                   | 0                   | —                        | —                        | 37    | 1     |
| Aston Villa F. C. Inglaterra | 1.ª           | 2022-23       | 35      | 1       | 2                   | 0                   | —                        | —                        | 37    | 1     |
| Aston Villa F. C. Inglaterra | 1.ª           | 2023-24       | 1       | 0       | 0                   | 0                   | 0                        | 0                        | 1     | 0     |
| Aston Villa F. C. Inglaterra | 1.ª           | 2024-25       | 14      | 0       | 3                   | 0                   | 4                        | 0                        | 21    | 0     |
| Aston Villa F. C. Inglaterra | Total club    | Total club    | 173     | 8       | 10                  | 0                   | 4                        | 0                        | 187   | 8     |
| Total carrera | Total carrera | Total carrera | 249     | 9       | 20                  | 0                   | 4                        | 0                        | 273   | 9     |
| (1) Incluye datos de los playoffs de la EFL Championship. (2) Incluye datos de la FA Cup y la Copa de la Liga de Inglaterra. (3) Incluye datos de la Liga de Campeones de la UEFA. |               |               |         |         |                     |                     |                          |                          |       |       |